# Rivalité Messi-Ronaldo

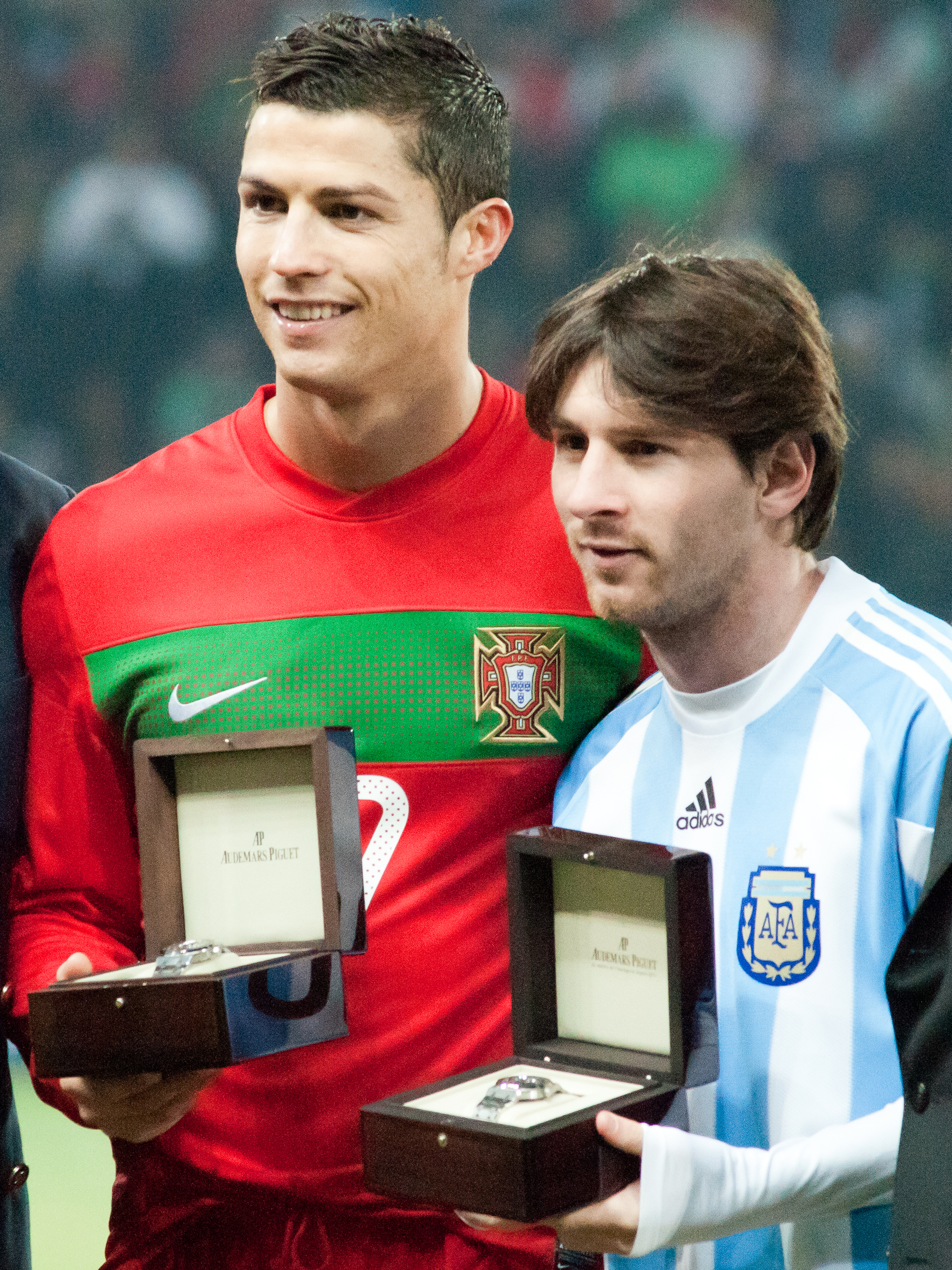
Cristiano Ronaldo et Lionel Messi avant un match amical entre l'équipe du Portugal et l'équipe d'Argentine de football à Genève, Suisse, en février 2011.

La rivalité Messi-Ronaldo est une rivalité footballistique entre les supporters de l’attaquant argentin Lionel Messi et le Portugais Cristiano Ronaldo, et de facto entre les deux joueurs eux-mêmes.  
Ayant remporté au total treize Ballon d'or (huit pour Messi et cinq pour Ronaldo) et dix prix du Soulier d'Or européen (six pour Messi et quatre pour Ronaldo), les deux attaquants sont considérés comme les deux meilleurs joueurs de leur génération et, selon certains observateurs, parmi les plus grands joueurs de tous les temps. Leur efficacité et style de jeu ont considérablement enrichi leur palmarès et fait d'eux les deux joueurs majeurs du XXIe siècle en dominant la scène européenne et mondiale. Franchissant à plusieurs reprises la barre des 50 buts par saison, ils font partie des rares footballeurs à avoir marqué plus de 800 buts en carrière en club et sélection. Leur duel à distance, entretenu principalement par les médias mais relativisé par les deux intéressés, a été comparé à d’autres rivalités sportives passées telles que Muhammad Ali – Joe Frazier en boxe, Roger Federer – Rafael Nadal ou Björn Borg – John McEnroe au tennis ou Michael Jordan - LeBron James au basket-ball ou bien encore Ayrton Senna – Alain Prost en Formule 1.
Débutée à la fin des années 2000 lors de rencontres de Ligue des Champions, la rivalité connaît son apogée lors du passage de Ronaldo au Real Madrid entre 2009 et 2018 où il dispute le championnat espagnol face à Lionel Messi qui évolue dans le club rival, le FC Barcelone. La rencontre entre les deux clubs, appelée « El Clásico », est l'une des occasions de voir se confronter les deux joueurs durant la saison. De plus, ils s'affrontent à quelques reprises avec leur équipe nationale respective, l'Argentine pour Messi et le Portugal pour Ronaldo. Les deux attaquants se disputent ainsi régulièrement les titres de meilleur buteur et meilleur joueur dans les compétitions auxquelles ils participent. En 2023, alors qu'ils ont tous les deux quitté le football européen et que Lionel Messi a été sacré champion du monde quelques mois plus tôt avec l'Argentine, Cristiano Ronaldo déclare que leur rivalité est « terminée ».
Joueurs très populaires et désignés comme les têtes d'affiche de leurs équipes respectives, Messi et Ronaldo sont également en concurrence hors des terrains. Ils sont l'égérie de deux marques de sport leaders du marché, Adidas pour Messi et Nike pour Ronaldo, également fournisseurs de kits de leurs équipes nationales (depuis 2025, Puma est le fournisseur officiel du Portugal),. Ils sont également les personnalités les mieux payées au monde en termes de revenus combinés, provenant des salaires, des primes et des revenus hors terrain, jusqu'à même atteindre la barre du milliard de gains. Enfin, ils font partie des sportifs les plus suivis sur les réseaux sociaux au monde avec, en combiné, plus de 277 millions de fans sur Facebook et presque 1,04 milliard sur Instagram.

## Histoire
En 2007, Ronaldo et Messi terminent derrière le joueur de l'AC Milan, Kaká au Ballon d'or, une récompense décernée au joueur élu meilleur au monde par un panel international de journalistes sportif. Dans une interview cette année-là, Messi déclare que "Cristiano Ronaldo est un joueur extraordinaire et ce serait génial d'être dans la même équipe que lui",.

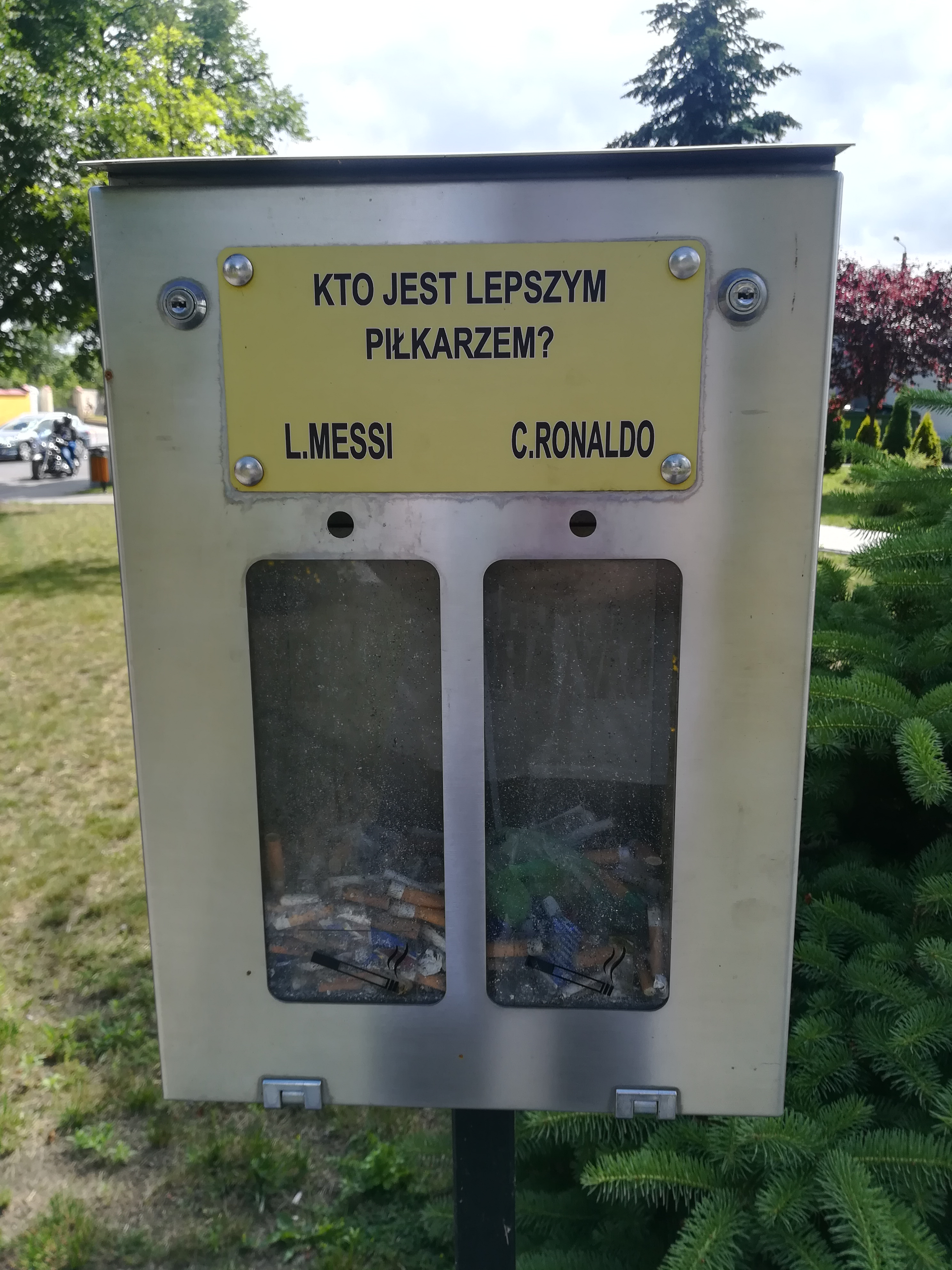
Un cendrier d'extérieur avec la question "Qui est le meilleur joueur ?" entre Lionel Messi et Cristiano Ronaldo en polonais, symbole de la rivalité entre les fans des deux joueurs.

Ils disputent leur premier match l'un contre l'autre lorsque Manchester United, équipe de Cristiano Ronaldo, affronte le FC Barcelone, équipe de Lionel Messi, en demi-finale de la Ligue des champions 2007-2008 et sont immédiatement considérés comme des rivaux majeurs,,. À la fin de l'année, Ronaldo reçoit le Ballon d'or et jure qu'il remporterait à nouveau le prix,.
La finale de la Ligue des champions 2009 est disputée entre Manchester United et Barcelone le 27 mai 2009 au Stadio Olimpico de Rome, en Italie. Le match, décrit comme un « clash de rêve », est présenté comme une nouvelle bataille entre les deux, cette fois pour déterminer qui est le meilleur joueur du monde,. Ronaldo affirme qu'il est le meilleur des deux tandis que le coéquipier de Messi, Xavi, se range plutôt de son côté. Le manager de Manchester United, Alex Ferguson, est plus diplomate, louant les deux joueurs comme faisant partie des talents d'élite,. Messi, jouant dans un rôle central auquel il n'était pas habitué afin d'éviter une bataille directe avec l'arrière gauche de Manchester United Patrice Évra, marque le deuxième but de Barcelone lors d'une victoire 2-0 avec une tête à la 70e minute. Ronaldo est quant à lui maîtrisé pendant une grande partie du match malgré quelques premières chances de marquer et se montrera frustré,.
De 2009 à 2018, les deux se sont affrontés au moins deux fois par saison lors des matches du Clásico, mais se sont aussi rencontré de nombreuses autres fois des compétitions telles que la coupe d'Espagne, la supercoupe d'Espagne et, en 2011, lors d'une demi-finale de la Ligue des champions. Messi remporte quatre Ballon d'or consécutifs (2009 à 2012) avec un cinquième en 2015, tandis que Ronaldo égale le total de cinq de Messi avec des victoires en 2013, 2014, 2016 et 2017. En 2019, Messi reprend la tête en remportant son sixième Ballon d'or, terminant à seulement sept points d'avance sur Virgil van Dijk, deuxième, et Ronaldo terminant troisième. Au total, Messi et Ronaldo sont montés sur le podium à douze reprises chacun.
Messi remporte deux Ligue des champions tandis que Ronaldo avec le Real Madrid remporte quatre titres sur cinq entre 2014 et 2018. Messi au cours de cette période reçoit cinq trophées Pichichi (voir Meilleurs buteurs du championnat d'Espagne de football) et prix du Soulier d'or européen (2010, 2012, 2013, 2017 et 2018), tandis que Ronaldo remporte ces prix trois fois chacun (2011, 2014 et 2015). De 2009 à 2018, Ronaldo est le meilleur buteur de la Ligue des champions à six reprises, Messi réalisant cet exploit à quatre reprises (y compris en 2015 lorsque la paire a terminé à égalité).

## Relation entre les deux joueurs
Bien qu'ils n'aient jamais joué dans la même équipe, Cristiano Ronaldo et Lionel Messi se vouent une estime réciproque depuis leurs débuts. Interrogé sur leur rivalité, le Portugais déclarait en 2017 : « C’est un collègue, pas un rival. Ma relation avec lui est cordiale. Nous nous respectons. Bien sûr que je l’apprécie en tant que joueur. J’aime voir jouer tous les grands joueurs et il en fait partie. C’est un crack ». De son côté, Lionel Messi estime que leur rivalité a surtout « été alimentée par la presse plus que par [eux]. Chacun de nous essaye de faire du mieux possible et de donner le meilleur de lui-même. Cristiano Ronaldo est un énorme joueur qui a d’immenses qualités. Il se surpasse d’année en année, voilà pourquoi c’est l’un des meilleurs joueurs du monde ». 
Toutefois, la rivalité entre les deux hommes s'est parfois faite ressentir à quelques occasions. En 2016, réagissant à une passe de Messi pour Luis Suárez lors d'un penalty joué à deux en championnat, Cristiano Ronaldo déclare qu'il « savait pourquoi Messi a fait ça » sous-entendant qu'il aidait l'Uruguayen à devenir le meilleur buteur de la Liga devant lui. Lors de la Supercoupe d'Espagne 2017, le Portugais avait répondu à la célébration de Lionel Messi en arborant son maillot floqué de son nom devant les supporters adverses comme l'avait fait l'Argentin quelques mois plus tôt à Bernabéu. Interrogé sur l'absence de son rival depuis son départ à la Juventus en 2018, Cristiano Ronaldo a déclaré que Messi « ne [lui] manquait pas ». Toutefois, le Portugais a lancé comme « défi » à l'Argentin de « venir en Italie » arguant que lui avait joué dans plusieurs championnats différents au contraire de Messi. A la même époque, Messi admet que Ronaldo lui manque, déclarant : « Cristiano me manque. Même s'il était un peu difficile de le voir remporter des trophées, il a donné du prestige à la Liga ». Lors d'une interview conjointe lors de la cérémonie du joueur de l'année de l'UEFA en 2019, Cristiano Ronaldo déclare qu'il aimerait qu'ils puissent « dîner ensemble à l'avenir », ce à quoi Lionel Messi aurait plus tard répondu : « Si je reçois une invitation, pourquoi pas ».
Enfin, sur le terrain, les deux joueurs n'ont pas souvent l'occasion de se défier directement en raison de leur poste offensif opposé. Mais plusieurs gestes de fair-play entre eux ont été relevés par les observateurs et relayés sur les réseaux sociaux,.

## Récompenses et records

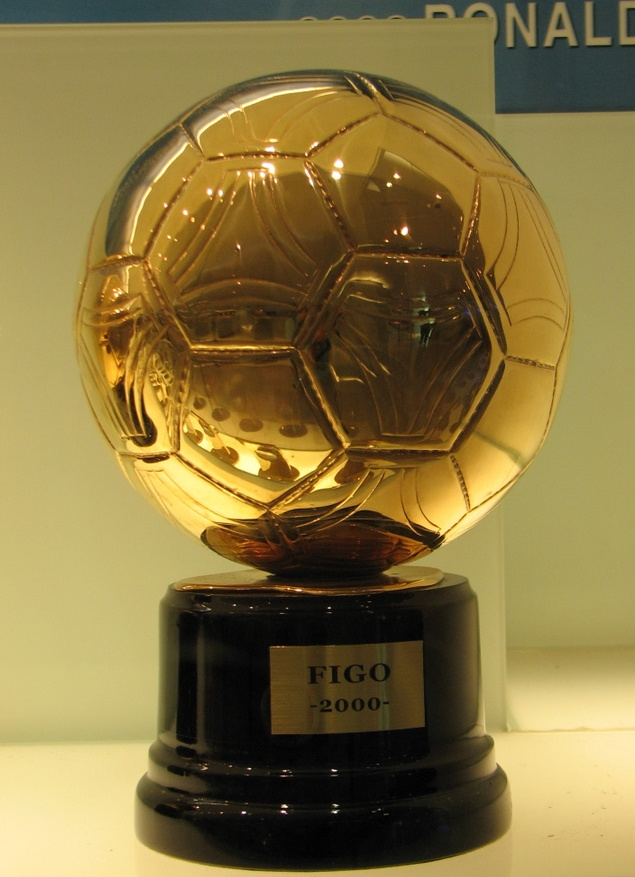
Le Ballon d'or, dont Lionel Messi est lauréat huit fois et Cristiano Ronaldo cinq fois.

Tout au long de l'existence de la rivalité, la paire a dominé les cérémonies de remise des prix et a battu une multitude de records de buts pour le club et le pays, des exploits qui ont été décrits comme "incroyables", "insensés" et "remarquables",,. La rivalité elle-même a été décrite comme une rivalité sur les records et la réputation des joueurs, plutôt que comme une rivalité basée sur le dégoût,.
Messi est le meilleur buteur et meilleur passeur décisif de tous les temps de la Liga, avec Ronaldo est en deuxième position pour les buts marqués et en troisième pour les passes décisives fournies. Ronaldo est quant à lui meilleur buteur et passeur de la Ligue des champions, Messi étant lui deuxième pour les buts marqués et troisième pour les passes décisives dans l'histoire de la compétition. Ils sont les deux premiers joueurs à dépasser les 100 buts dans l'histoire de la Ligue des champions.
Ils ont dominé les prix Ballon d'or / Meilleur footballeur de l'année FIFA depuis 2008, et le Prix UEFA du joueur de l'année depuis 2014. En 2018, leur triomphe d'environ dix ans prend fin lorsque Luka Modrić reçoit le Ballon d'or, ce qui est considéré comme la « fin d'une époque »,,. Cependant, Modrić déclare dans une interview pour France Football que « l'histoire dira qu'un joueur croate, représentant son petit pays, a remporté le Ballon d'or après Cristiano Ronaldo et Lionel Messi, qui sont des joueurs d'un autre niveau. Personne n'a le droit de se comparer à eux ». Depuis 2008, Messi a remporté huit Ballons d'or contre les cinq de Ronaldo, et six Souliers d'Or européens contre les quatre de Ronaldo.
Collectivement, Ronaldo a remporté 33 trophées majeurs, dont sept titres de champion national et cinq Ligues des champions, et a guidé l'équipe du Portugal vers ses premiers trophées à l'Euro 2016 et à la Ligue des nations 2019. Il a également remporté quatre coupes nationales, deux coupes de la ligue, six super coupes nationales, deux supercoupes de l'UEFA, une Supercoupe du Portugal et quatre coupes du monde des clubs de la FIFA.
Messi a remporté 46 trophées majeurs (soit le joueur le plus titré de l’histoire du football), dont un nombre record dans son club de 35 trophées majeurs en tant que joueur de Barcelone, dont dix titres de champion, quatre Ligues des champions, sept titres de la coupe d'Espagne, huit supercoupes d'Espagne, trois supercoupes d'Europe et trois coupes du monde des clubs de la FIFA. Avec le PSG, il remporte deux titres de champions et un Trophée des champions. Avec Miami, il remporte deux trophées dont la Leagues Cup et le Supporters' Shield qui est le vainqueur du championnat en Amérique en saison régulière. En ce qui concerne les compétitions de jeunes, Messi a remporté une médaille d'or aux Jeux olympiques de 2008 en Chine en étant élu meilleur joueur et meilleur passeur, et il avait déjà remporté la Coupe du monde des moins de 20 ans de la FIFA en 2005, étant élu meilleur joueur et meilleur buteur du tournoi. De plus, Messi a été finaliste de trois Copa América et de la Coupe du monde 2014, où il a été nommé joueur du tournoi. Messi a remporté la Copa América 2021 avec l'Argentine lors de la finale contre le Brésil de son coéquipier Néymar en terminant la compétition meilleur joueur, meilleur buteur et meilleur passeur et remporte également la Copa América 2024 en finissant dans l’équipe type du tournoi. Il a aussi remporté la Finalissima 2022 contre l'Italie en étant élu MVP du match. Pour finir, il a décroché le graal en remportant la Coupe du Monde 2022 contre la France terminant également meilleur joueur et passeur.

## Palmarès comparés

### Lionel Messi (46 titres)
Lionel Messi compte à ce jour 46 titres toutes compétitions confondues qu'il a remportés avec le FC Barcelone (2004-2021), le Paris Saint-Germain (2021-2023), l'Inter Miami (2023-) et l'Argentine (2005-). 
| FC Barcelone (35) | Paris SG (3)                                                                              | Inter Miami (2) | Argentine (6) |
| --- | ----------------------------------------------------------------------------------------- | --- | --- |
| - Championnat d'Espagne (10) : - Vainqueur : 2005, 2006, 2009, 2010, 2011, 2013, 2015, 2016, 2018, 2019 Vice-champion en 2007, 2012, 2014, 2017 - Coupe du Roi (7) : - Vainqueur : 2009, 2012, 2015, 2016, 2017, 2018, 2021 Finaliste en 2011, 2014, 2019 - Supercoupe d'Espagne de football (8) : - Vainqueur : 2005, 2006, 2009, 2010, 2011, 2013, 2016, 2018 Finaliste en 2012, 2015, 2013, 2015, 2017, 2020-2021 - Ligue des champions (4) : - Vainqueur : 2006,2009, 2011, 2015 - Coupe du monde des clubs (3) : - Vainqueur : 2009, 2011, 2015 - Supercoupe de l'UEFA (3) : - Vainqueur : 2009, 2011, 2015 | - Ligue 1 (2) : - Vainqueur : 2022, 2023 - Trophée des champions (1) : - Vainqueur : 2022 | - Leagues Cup (1) : - Vainqueur en 2023 - Supporters' Shield (1) : - Vainqueur en 2024 - Coupe des États-Unis : - Finaliste en 2023 | - Coupe du monde U20 (1) : - Vainqueur : 2005 - Coupe du monde (1) : - Quart-de-finaliste : 2006 - Quart-de-finaliste : 2010 - Finaliste : 2014 - Huitième-de-finaliste : 2018 - Vainqueur : 2022 - Jeux olympiques (1) : - Vainqueur : 2008 - Copa América (2) : - Vainqueur : 2021, 2024 - Finaliste : 2007, 2015, 2016 - Troisième : 2019 - Quart-de-finaliste : 2011 - Coupe des champions CONMEBOL–UEFA (1) : - Vainqueur : 2022 |

### Cristiano Ronaldo (33 titres)
Cristiano Ronaldo compte lui 33 titres toutes compétitions confondues qu'il a remportés avec le Sporting Portugal (2002-2003), Manchester United (2003-2009 puis 2021-2022), le Real Madrid (2009-2018), la Juventus (2018-2021), Al-Nassr (2023-) et la sélection du Portugal (2003-).
| Sporting Portugal (1)                                    | Manchester United (9) | Real Madrid (15) | Juventus (5) | Al-Nassr (1)                                                | Portugal (2) |
| -------------------------------------------------------- | --- | --- | --- | ----------------------------------------------------------- | --- |
| - SuperTaça Cândido De Oliveira (1) : - Champion en 2002 | - Championnat d'Angleterre (3) : - Champion en 2007, 2008 et 2009 Vice-champion en 2006 - Community Shield (1) : - Vainqueur en 2007 Finaliste en 2004 - FA Cup (1) : - Vainqueur en 2004 Finaliste en 2005 et 2007 - League Cup (2) : - Vainqueur en 2006 et 2009 - Coupe du monde des clubs (1) : - Vainqueur en 2008 - Ligue des champions (1) : - Vainqueur en 2008 Finaliste en 2009 | - Championnat d'Espagne (2) : - Champion en 2012, 2017 Vice-champion en 2010, 2011, 2013, 2015, 2016 - Coupe du Roi (2) : - Vainqueur en 2011, 2014 (blessé) Finaliste en 2013 - Supercoupe d'Espagne (2) : - Vainqueur en 2012, 2017 Finaliste en 2011 et 2014 - Ligue des champions (4) : - Vainqueur en 2014, 2016, 2017, 2018 - Supercoupe de l'UEFA (2) : - Vainqueur en 2014, 2017 - Coupe du monde des clubs (3) : - Vainqueur en 2014, 2016, 2017 | - Championnat d'Italie (2) : - Champion en 2019, 2020 - Coupe d'Italie (1) : - Vainqueur en 2021 Finaliste en 2020 - Supercoupe d'Italie (2) : - Vainqueur en 2018, 2020 | - Coupe arabe des clubs champions (1) : - Vainqueur en 2023 | - Coupe du monde : - Quatrième : 2006 - Huitième-de-finaliste : 2010 - Premier tour : 2014 - Huitième-de-finaliste : 2018 - Quart-de-finaliste : 2022 - Championnat d'Europe (1) : - Finaliste : 2004 - Quart-de-finaliste : 2008 - Demi-finaliste : 2012 - Vainqueur : 2016 - Huitième-de-finaliste : 2021 - Ligue des nations (1) : - Vainqueur : 2019 - 5e en 2021 - 6e en 2023 |

## Course au Ballon d'or
La rivalité Messi-Ronaldo s'exprime également dans la lutte pour le titre Ballon d'or. Décerné par le magazine France Football (et la FIFA entre 2010 et 2015), il est considéré comme la récompense individuelle la plus prestigieuse et fait du vainqueur le « meilleur joueur du monde de l'année civile » puis de la saison à partir de 2022. 
Entre 2007 et 2017, les deux joueurs sont systématiquement sur le podium (mis à part en 2010 où Ronaldo est classé 6e). En 2022, ni l'un ni l'autre ne sont classés dans les trois premières places, fait inédit depuis 2006. Avec huit trophées, Lionel Messi est le joueur qui a remporté le plus de fois la récompense devant son rival portugais (cinq trophées).
| Année                       | Ballon d'or              | Deuxième                 | Troisième                |
| Meilleur joueur du monde    | Meilleur joueur du monde | Meilleur joueur du monde | Meilleur joueur du monde |
| --------------------------- | ------------------------ | ------------------------ | ------------------------ |
| 2007                        | Kaká                     | Cristiano Ronaldo        | Lionel Messi             |
| 2008                        | Cristiano Ronaldo        | Lionel Messi             | Fernando Torres          |
| 2009                        | Lionel Messi             | Cristiano Ronaldo        | Xavi                     |
| FIFA Ballon d'or            |                          |                          |                          |
| 2010                        | Lionel Messi             | Andrés Iniesta           | Xavi                     |
| 2011                        | Lionel Messi             | Cristiano Ronaldo        | Xavi                     |
| 2012                        | Lionel Messi             | Cristiano Ronaldo        | Andrés Iniesta           |
| 2013                        | Cristiano Ronaldo        | Lionel Messi             | Franck Ribéry            |
| 2014                        | Cristiano Ronaldo        | Lionel Messi             | Manuel Neuer             |
| 2015                        | Lionel Messi             | Cristiano Ronaldo        | Neymar                   |
| Ballon d'or France Football |                          |                          |                          |
| 2016                        | Cristiano Ronaldo        | Lionel Messi             | Antoine Griezmann        |
| 2017                        | Cristiano Ronaldo        | Lionel Messi             | Neymar                   |
| 2018                        | Luka Modrić              | Cristiano Ronaldo        | Antoine Griezmann        |
| 2019                        | Lionel Messi             | Virgil van Dijk          | Cristiano Ronaldo        |
| 2021                        | Lionel Messi             | Robert Lewandowski       | Jorginho                 |
| 2022                        | Karim Benzema            | Sadio Mané               | Kevin De Bruyne          |
| 2023                        | Lionel Messi             | Erling Haaland           | Kylian Mbappé            |

| Joueurs               | Total | Années                                         |
| --------------------- | ----- | ---------------------------------------------- |
| Lionel Messi          | 8     | 2009, 2010, 2011, 2012, 2015, 2019, 2021, 2023 |
| Cristiano Ronaldo     | 5     | 2008, 2013, 2014, 2016, 2017                   |
| Johan Cruyff          | 3     | 1971, 1973, 1974                               |
| Michel Platini        | 3     | 1983, 1984, 1985                               |
| Marco van Basten      | 3     | 1988, 1989, 1992                               |
| Alfredo Di Stéfano    | 2     | 1957, 1959                                     |
| Franz Beckenbauer     | 2     | 1972, 1976                                     |
| Kevin Keegan          | 2     | 1978, 1979                                     |
| Karl-Heinz Rummenigge | 2     | 1980, 1981                                     |
| Ronaldo               | 2     | 1997, 2002                                     |

## Statistiques comparées

### Statistiques en club
| ——————————————————————————————————— |         |     |     |    |    |     |     |    |    |     |     |
| ——————————————————————————————————— |         |     |     |    |    |     |     |    |    |     |     |
| FC Barcelone                        |         |     |     |    |    |     |     |    |    |     |     |
| 2004–05                             | 7       | 1   | 1   | 0  | 1  | 0   | 0   | 0  | 9  | 1   |     |
| 2005–06                             | 17      | 6   | 2   | 1  | 6  | 1   | 0   | 0  | 25 | 8   |     |
| 2006–07                             | 26      | 14  | 2   | 2  | 5  | 1   | 3   | 0  | 36 | 17  |     |
| 2007–08                             | 28      | 10  | 3   | 0  | 9  | 6   | 0   | 0  | 40 | 16  |     |
| 2008–09                             | 31      | 23  | 8   | 6  | 12 | 9   | 0   | 0  | 51 | 38  |     |
| 2009–10                             | 35      | 34  | 3   | 1  | 11 | 8   | 4   | 4  | 53 | 47  |     |
| 2010–11                             | 33      | 31  | 7   | 7  | 13 | 12  | 2   | 3  | 55 | 53  |     |
| 2011–12                             | 37      | 50  | 7   | 3  | 11 | 14  | 5   | 6  | 60 | 73  |     |
| 2012–13                             | 32      | 46  | 5   | 4  | 11 | 8   | 2   | 2  | 50 | 60  |     |
| 2013–14                             | 31      | 28  | 6   | 5  | 7  | 8   | 2   | 0  | 46 | 41  |     |
| 2014–15                             | 38      | 43  | 6   | 5  | 13 | 10  | 0   | 0  | 57 | 58  |     |
| 2015–16                             | 33      | 26  | 5   | 5  | 7  | 6   | 4   | 4  | 49 | 41  |     |
| 2016–17                             | 34      | 37  | 7   | 5  | 9  | 11  | 2   | 1  | 52 | 54  |     |
| 2017–18                             | 36      | 34  | 6   | 4  | 10 | 6   | 2   | 1  | 54 | 45  |     |
| 2018–19                             | 34      | 36  | 5   | 3  | 10 | 12  | 1   | 0  | 50 | 51  |     |
| 2019–20                             | 33      | 25  | 2   | 2  | 8  | 3   | 1   | 1  | 44 | 31  |     |
| 2020–21                             | 35      | 30  | 5   | 3  | 6  | 5   | 1   | 0  | 47 | 38  |     |
| Paris Saint-Germain                 | 2021–22 | 26  | 6   | 1  | 0  | 7   | 5   | -  | -  | 34  | 11  |
| Paris Saint-Germain                 | 2022–23 | 32  | 16  | 1  | 0  | 7   | 4   | 1  | 1  | 41  | 21  |
| Total                               | Total   | 578 | 496 | 82 | 56 | 163 | 129 | 30 | 23 | 853 | 704 |

| Cristiano Ronaldo | Cristiano Ronaldo | Cristiano Ronaldo | Cristiano Ronaldo | Cristiano Ronaldo | Cristiano Ronaldo | Cristiano Ronaldo | Cristiano Ronaldo | Cristiano Ronaldo | Cristiano Ronaldo | Cristiano Ronaldo | Cristiano Ronaldo |
| Club              | Saison            | Ligue             | Ligue             | Coupe             | Coupe             | Europe            | Europe            | Autres            | Autres            | Total             | Total             |
| Club              | Saison            | Apps              | Buts              | Apps              | Buts              | Apps              | Buts              | Apps              | Buts              | Apps              | Buts              |
| ----------------- | ----------------- | ----------------- | ----------------- | ----------------- | ----------------- | ----------------- | ----------------- | ----------------- | ----------------- | ----------------- | ----------------- |
| Sporting CP       |                   |                   |                   |                   |                   |                   |                   |                   |                   |                   |                   |
| 2002–03           | 25                | 3                 | 3                 | 2                 | 3                 | 0                 | 0                 | 0                 | 31                | 5                 |                   |
| Manchester United |                   |                   |                   |                   |                   |                   |                   |                   |                   |                   |                   |
| 2003–04           | 29                | 4                 | 6                 | 2                 | 5                 | 0                 | 0                 | 0                 | 40                | 6                 |                   |
| 2004–05           | 33                | 5                 | 9                 | 4                 | 8                 | 0                 | 0                 | 0                 | 50                | 9                 |                   |
| 2005–06           | 33                | 9                 | 6                 | 2                 | 8                 | 1                 | 0                 | 0                 | 47                | 7                 |                   |
| 2006–07           | 34                | 17                | 8                 | 3                 | 11                | 3                 | 0                 | 0                 | 53                | 23                |                   |
| 2007–08           | 34                | 31                | 3                 | 3                 | 11                | 8                 | 1                 | 0                 | 49                | 42                |                   |
| 2008–09           | 33                | 18                | 6                 | 3                 | 12                | 4                 | 2                 | 1                 | 53                | 26                |                   |
| Real Madrid       |                   |                   |                   |                   |                   |                   |                   |                   |                   |                   |                   |
| 2009–10           | 29                | 26                | 0                 | 0                 | 6                 | 7                 | 0                 | 0                 | 35                | 33                |                   |
| 2010–11           | 34                | 40                | 8                 | 7                 | 12                | 6                 | 0                 | 0                 | 54                | 53                |                   |
| 2011–12           | 38                | 46                | 5                 | 3                 | 10                | 10                | 2                 | 1                 | 55                | 60                |                   |
| 2012–13           | 34                | 34                | 7                 | 7                 | 12                | 12                | 2                 | 2                 | 55                | 55                |                   |
| 2013–14           | 30                | 31                | 6                 | 3                 | 11                | 17                | 0                 | 0                 | 47                | 51                |                   |
| 2014–15           | 35                | 48                | 2                 | 1                 | 12                | 10                | 5                 | 2                 | 54                | 61                |                   |
| 2015–16           | 36                | 35                | 0                 | 0                 | 12                | 16                | 0                 | 0                 | 48                | 51                |                   |
| 2016–17           | 29                | 25                | 2                 | 1                 | 13                | 12                | 2                 | 4                 | 46                | 42                |                   |
| 2017–18           | 27                | 26                | 0                 | 0                 | 13                | 15                | 4                 | 3                 | 44                | 44                |                   |
| Juventus          |                   |                   |                   |                   |                   |                   |                   |                   |                   |                   |                   |
| 2018–19           | 31                | 21                | 2                 | 0                 | 9                 | 6                 | 1                 | 1                 | 43                | 28                |                   |
| 2019–20           | 33                | 31                | 4                 | 2                 | 8                 | 4                 | 1                 | 0                 | 46                | 37                |                   |
| 2020–21           | 33                | 29                | 4                 | 2                 | 6                 | 4                 | 1                 | 1                 | 44                | 36                |                   |
| Manchester United |                   |                   |                   |                   |                   |                   |                   |                   |                   |                   |                   |
| 2021–22           | 31                | 18                | 1                 | 0                 | 7                 | 6                 | 0                 | 0                 | 39                | 24                |                   |
| 2022–23           | 10                | 1                 | 0                 | 0                 | 6                 | 2                 | 1                 | 1                 | 16                | 3                 |                   |
| 2022–23           | Al-Nassr FC       | 12                | 12                | 2                 | 0                 | -                 | -                 | 1                 | 0                 | 15                | 12                |
| Total             | Total             | 663               | 510               | 84                | 45                | 195               | 143               | 21                | 15                | 963               | 713               |

### Statistiques internationales
| ————————————————— |       |     |    |    |    |     |    |
| ————————————————— |       |     |    |    |    |     |    |
| Argentine         | 2005  | 3   | 0  | 2  | 0  | 5   | 0  |
| Argentine         | 2006  | 3   | 1  | 4  | 1  | 7   | 2  |
| Argentine         | 2007  | 10  | 4  | 4  | 2  | 14  | 6  |
| Argentine         | 2008  | 6   | 1  | 2  | 1  | 8   | 2  |
| Argentine         | 2009  | 8   | 1  | 2  | 2  | 10  | 3  |
| Argentine         | 2010  | 5   | 0  | 5  | 2  | 10  | 2  |
| Argentine         | 2011  | 8   | 2  | 5  | 2  | 13  | 4  |
| Argentine         | 2012  | 5   | 5  | 4  | 7  | 9   | 12 |
| Argentine         | 2013  | 0   | 3  | 2  | 3  | 7   | 6  |
| Argentine         | 2014  | 7   | 4  | 7  | 4  | 14  | 8  |
| Argentine         | 2015  | 6   | 1  | 2  | 3  | 8   | 4  |
| Argentine         | 2016  | 10  | 8  | 1  | 0  | 11  | 8  |
| Argentine         | 2017  | 5   | 4  | 2  | 0  | 7   | 4  |
| Argentine         | 2018  | 4   | 1  | 1  | 3  | 5   | 4  |
| Argentine         | 2019  | 6   | 1  | 4  | 4  | 10  | 5  |
| Argentine         | 2020  | 4   | 1  | 0  | 0  | 4   | 1  |
| Argentine         | 2021  | 16  | 9  | 0  | 0  | 16  | 9  |
| Argentine         | 2022  | 10  | 8  | 4  | 10 | 14  | 18 |
| Total             | Total | 121 | 44 | 51 | 54 | 172 | 98 |

| Cristiano Ronaldo | Cristiano Ronaldo | Cristiano Ronaldo | Cristiano Ronaldo | Cristiano Ronaldo | Cristiano Ronaldo | Cristiano Ronaldo | Cristiano Ronaldo |
| Équipe nationale  | Année             | Compétition       | Compétition       | Amical            | Amical            | Total             | Total             |
| Équipe nationale  | Année             | Apps              | Buts              | Apps              | Buts              | Apps              | Buts              |
| ----------------- | ----------------- | ----------------- | ----------------- | ----------------- | ----------------- | ----------------- | ----------------- |
| Portugal          | 2003              | 0                 | 0                 | 2                 | 0                 | 2                 | 0                 |
| Portugal          | 2004              | 11                | 7                 | 5                 | 0                 | 16                | 7                 |
| Portugal          | 2005              | 7                 | 2                 | 4                 | 0                 | 11                | 2                 |
| Portugal          | 2006              | 10                | 4                 | 4                 | 2                 | 14                | 6                 |
| Portugal          | 2007              | 9                 | 5                 | 1                 | 0                 | 10                | 5                 |
| Portugal          | 2008              | 5                 | 1                 | 3                 | 0                 | 8                 | 1                 |
| Portugal          | 2009              | 5                 | 0                 | 2                 | 1                 | 7                 | 1                 |
| Portugal          | 2010              | 6                 | 3                 | 5                 | 0                 | 11                | 3                 |
| Portugal          | 2011              | 6                 | 5                 | 2                 | 2                 | 8                 | 7                 |
| Portugal          | 2012              | 9                 | 4                 | 4                 | 1                 | 13                | 5                 |
| Portugal          | 2013              | 6                 | 7                 | 3                 | 3                 | 9                 | 10                |
| Portugal          | 2014              | 5                 | 3                 | 4                 | 2                 | 9                 | 5                 |
| Portugal          | 2015              | 4                 | 3                 | 1                 | 0                 | 5                 | 3                 |
| Portugal          | 2016              | 10                | 10                | 3                 | 3                 | 13                | 13                |
| Portugal          | 2017              | 10                | 10                | 1                 | 1                 | 11                | 11                |
| Portugal          | 2018              | 4                 | 4                 | 3                 | 2                 | 7                 | 6                 |
| Portugal          | 2019              | 10                | 14                | 0                 | 0                 | 10                | 14                |
| Portugal          | 2020              | 4                 | 2                 | 2                 | 1                 | 6                 | 3                 |
| Portugal          | 2021              | 4                 | 3                 | 2                 | 1                 | 5                 | 2                 |
| Portugal          | 2022              | 19                | 11                | 1                 | 1                 | 20                | 12                |
| Total             | Total             | 144               | 98                | 52                | 20                | 196               | 118               |

### Coups du chapeau
Les coups du chapeau (en anglais : hat-trick), c'est-à-dire marquer trois buts dans un même match, sont souvent comparés entre les deux joueurs,,. Dans le tableau suivant, lorsque plus de trois buts sont marqués dans un même match, le nombre total est mis en exposant à côté de l'adversaire.
| 1  | FC Barcelone | Real Madrid           | 3–3 (D) | Championnat d'Espagne de football 2006-2007         | 10 mars 2007       |
| 2  | FC Barcelone | Atlético de Madrid    | 3–1 (E) | Coupe d'Espagne de football 2008-2009               | 6 janvier 2009     |
| 3  | FC Barcelone | CD Tenerife           | 5–0 (E) | Championnat d'Espagne de football 2009-2010         | 10 janvier 2010    |
| 4  | FC Barcelone | Valence CF            | 3–0 (D) | Championnat d'Espagne de football 2009-2010         | 14 mars 2010       |
| 5  | FC Barcelone | Real Saragosse        | 4–2 (E) | Championnat d'Espagne de football 2009-2010         | 21 mars 2010       |
| 6  | FC Barcelone | Arsenal FC 4          | 4–1 (D) | Ligue des champions 2009-2010                       | 6 avril 2010       |
| 7  | FC Barcelone | Séville FC            | 4–0 (D) | Supercoupe d'Espagne de football 2010               | 21 août 2010       |
| 8  | FC Barcelone | UD Almería            | 8–0 (E) | Championnat d'Espagne de football 2010-2011         | 20 novembre 2010   |
| 9  | FC Barcelone | Real Betis            | 5–0 (D) | Coupe d'Espagne de football 2010-2011               | 12 janvier 2011    |
| 10 | FC Barcelone | Atlético de Madrid    | 3–0 (D) | Championnat d'Espagne de football 2010-2011         | 5 février 2011     |
| 11 | FC Barcelone | CA Osasuna            | 8–0 (D) | Championnat d'Espagne de football 2011-2012         | 17 septembre 2011  |
| 12 | FC Barcelone | Atlético de Madrid    | 5–0 (D) | Championnat d'Espagne de football 2011-2012         | 24 septembre 2011  |
| 13 | FC Barcelone | RCD Majorque          | 5–0 (D) | Championnat d'Espagne de football 2011-2012         | 29 octobre 2011    |
| 14 | FC Barcelone | FC Viktoria Plzeň     | 4–0 (E) | Ligue des champions 2011-2012                       | 11 janvier 2011    |
| 15 | FC Barcelone | Málaga CF             | 4–1 (E) | Championnat d'Espagne de football 2011-2012         | 22 janvier 2012    |
| 16 | FC Barcelone | Valence CF 4          | 5–1 (D) | Championnat d'Espagne de football 2011-2012         | 19 février 2012    |
| 17 | Argentine    | Suisse                | 3–1 (E) | Match amical                                        | 29 février 2012    |
| 18 | FC Barcelone | Bayer 04 Leverkusen 5 | 7–1 (D) | Ligue des champions 2011-2012                       | 7 mars 2012        |
| 19 | FC Barcelone | RCD Espanyol 4        | 4–0 (D) | Championnat d'Espagne de football 2011-2012         | 20 mars 2012       |
| 20 | FC Barcelone | Grenade CF            | 5–3 (D) | Championnat d'Espagne de football 2011-2012         | 2 mai 2012         |
| 21 | FC Barcelone | Málaga CF             | 4–1 (D) | Championnat d'Espagne de football 2011-2012         | 5 mai 2012         |
| 22 | Argentine    | Brésil                | 4–3 (N) | Match amical                                        | 9 juin 2012        |
| 23 | FC Barcelone | Deportivo La Corogne  | 5–4 (E) | Championnat d'Espagne de football 2012-2013         | 20 octobre 2012    |
| 24 | FC Barcelone | CA Osasuna 4          | 5–1 (D) | Championnat d'Espagne de football 2012-2013         | 27 janvier 2013    |
| 25 | Argentine    | Guatemala             | 4–0 (E) | Match amical                                        | 14 juin 2013       |
| 26 | FC Barcelone | Valence CF            | 3–2 (E) | Championnat d'Espagne de football 2013-2014         | 1er septembre 2013 |
| 27 | FC Barcelone | AFC Ajax              | 4–0 (D) | Ligue des champions 2013-2014                       | 18 septembre 2013  |
| 28 | FC Barcelone | CA Osasuna            | 7–0 (D) | Championnat d'Espagne de football 2013-2014         | 16 mars 2014       |
| 29 | FC Barcelone | Real Madrid           | 4–3 (E) | Championnat d'Espagne de football 2013-2014         | 23 mars 2014       |
| 30 | FC Barcelone | Séville FC            | 5–1 (D) | Championnat d'Espagne de football 2014-2015         | 22 novembre 2014   |
| 31 | FC Barcelone | APOEL Nicosie         | 4–0 (D) | Ligue des champions 2014-2015                       | 25 novembre 2014   |
| 32 | FC Barcelone | RCD Espanyol          | 5–1 (D) | Championnat d'Espagne de football 2014-2015         | 7 février 2014     |
| 33 | FC Barcelone | Deportivo La Corogne  | 4–0 (E) | Championnat d'Espagne de football 2014-2015         | 18 janvier 2015    |
| 34 | FC Barcelone | Levante UD            | 5–0 (D) | Championnat d'Espagne de football 2014-2015         | 15 février 2015    |
| 35 | FC Barcelone | Rayo Vallecano        | 6–1 (D) | Championnat d'Espagne de football 2014-2015         | 15 mars 2015       |
| 36 | FC Barcelone | Grenade CF            | 4–0 (D) | Championnat d'Espagne de football 2015-2016         | 9 janvier 2016     |
| 37 | FC Barcelone | Valence CF            | 7–0 (D) | Coupe d'Espagne de football 2015-2016               | 3 février 2016     |
| 38 | FC Barcelone | Rayo Vallecano        | 5–1 (E) | Championnat d'Espagne de football 2015-2016         | 3 mars 2016        |
| 39 | Argentine    | Panama                | 5–0 (N) | Copa América Centenario                             | 10 juin 2016       |
| 40 | FC Barcelone | Celtic FC             | 7–0 (D) | Ligue des champions 2016-2017                       | 13 septembre 2016  |
| 41 | FC Barcelone | Manchester City       | 4–0 (D) | Ligue des champions 2016-2017                       | 19 octobre 2016    |
| 42 | FC Barcelone | RCD Espanyol          | 5–0 (D) | Championnat d'Espagne de football 2017-2018         | 9 septembre 2017   |
| 43 | FC Barcelone | SD Eibar 4            | 6–1 (D) | Championnat d'Espagne de football 2017-2018         | 19 septembre 2017  |
| 44 | Argentine    | Équateur              | 3–1 (E) | Éliminatoires de la Coupe du monde de football 2018 | 10 octobre 2017    |
| 45 | FC Barcelone | CD Leganés            | 3–1 (D) | Championnat d'Espagne de football 2017-2018         | 7 avril 2018       |
| 46 | FC Barcelone | Deportivo La Corogne  | 4–2 (E) | Championnat d'Espagne de football 2017-2018         | 29 avril 2018      |
| 47 | Argentine    | Haiti                 | 4–0 (D) | Match amical                                        | 29 mai 2018        |
| 48 | FC Barcelone | PSV Eindhoven         | 4–0 (D) | Ligue des champions 2018-2019                       | 18 septembre 2018  |
| 49 | FC Barcelone | Levante UD            | 5–0 (E) | Championnat d'Espagne de football 2018-2019         | 16 décembre 2018   |
| 50 | FC Barcelone | Séville FC            | 4–2 (E) | Championnat d'Espagne de football 2018-2019         | 23 février 2019    |
| 51 | FC Barcelone | Real Betis            | 4–1 (E) | Championnat d'Espagne de football 2018-2019         | 17 mars 2019       |
| 52 | FC Barcelone | Celta de Vigo         | 4–1 (D) | Championnat d'Espagne de football 2019-2020         | 9 novembre 2019    |
| 53 | FC Barcelone | RCD Majorque          | 5–2 (D) | Championnat d'Espagne de football 2019-2020         | 7 décembre 2019    |
| 54 | FC Barcelone | SD Eibar 4            | 5–0 (D) | Championnat d'Espagne de football 2019-2020         | 22 février 2020    |
| 55 | Argentine    | Bolivie               | 3–0 (D) | Éliminatoires de la Coupe du monde de football 2022 | 10 septembre 2021  |
| 56 | Argentine    | Estonie 5             | 5–0 (D) | Match amical                                        | 5 juin 2022        |

| 1  | Manchester United | Newcastle United     | 6–0 (D) | Championnat d'Angleterre de football 2007-2008           | 12 janvier 2008   |
| 2  | Real Madrid       | RCD Majorque         | 4–1 (E) | Championnat d'Espagne de football 2009-2010              | 5 mai 2010        |
| 3  | Real Madrid       | Racing Santander 4   | 6–1 (D) | Championnat d'Espagne de football 2010-2011              | 23 octobre 2010   |
| 4  | Real Madrid       | Athletic Bilbao      | 5–1 (D) | Championnat d'Espagne de football 2010-2011              | 20 novembre 2010  |
| 5  | Real Madrid       | Levante UD           | 8–0 (D) | Championnat d'Espagne de football 2010-2011              | 22 décembre 2010  |
| 6  | Real Madrid       | Villarreal CF        | 4–2 (D) | Championnat d'Espagne de football 2010-2011              | 9 janvier 2011    |
| 7  | Real Madrid       | Málaga CF            | 7–0 (D) | Championnat d'Espagne de football 2010-2011              | 3 mars 2011       |
| 8  | Real Madrid       | Séville FC 4         | 6–2 (E) | Championnat d'Espagne de football 2010-2011              | 7 mai 2011        |
| 9  | Real Madrid       | Getafe CF            | 4–0 (D) | Championnat d'Espagne de football 2010-2011              | 10 mai 2011       |
| 10 | Real Madrid       | Real Saragosse       | 6–0 (E) | Championnat d'Espagne de football 2011-2012              | 28 août 2011      |
| 11 | Real Madrid       | Rayo Vallecano 4     | 6–2 (D) | Championnat d'Espagne de football 2011-2012              | 24 septembre 2011 |
| 12 | Real Madrid       | Málaga CF            | 4–0 (E) | Championnat d'Espagne de football 2011-2012              | 22 octobre 2011   |
| 13 | Real Madrid       | CA Osasuna           | 7–1 (D) | Championnat d'Espagne de football 2011-2012              | 6 novembre 2011   |
| 14 | Real Madrid       | Séville FC           | 6–2 (E) | Championnat d'Espagne de football 2011-2012              | 17 décembre 2011  |
| 15 | Real Madrid       | Levante UD           | 4–2 (D) | Championnat d'Espagne de football 2011-2012              | 12 février 2012   |
| 16 | Real Madrid       | Atlético de Madrid   | 4–1 (E) | Championnat d'Espagne de football 2011-2012              | 11 avril 2012     |
| 17 | Real Madrid       | Deportivo La Corogne | 5–1 (D) | Championnat d'Espagne de football 2012-2013              | 30 septembre 2012 |
| 18 | Real Madrid       | AFC Ajax             | 4–1 (E) | Ligue des champions 2012-2013                            | 3 octobre 2012    |
| 19 | Real Madrid       | Celta de Vigo        | 4–0 (D) | Coupe d'Espagne de football 2012-2013                    | 9 janvier 2013    |
| 20 | Real Madrid       | Getafe CF            | 4–0 (D) | Championnat d'Espagne de football 2012-2013              | 27 janvier 2013   |
| 21 | Real Madrid       | Séville FC           | 4–1 (D) | Championnat d'Espagne de football 2012-2013              | 9 février 2013    |
| 22 | Portugal          | Irlande du Nord      | 4–2 (E) | Éliminatoires de la Coupe du monde de football 2014      | 6 septembre 2013  |
| 23 | Real Madrid       | Galatasaray SK       | 6–1 (E) | Ligue des champions 2013-2014                            | 17 septembre 2013 |
| 24 | Real Madrid       | Séville FC           | 7–3 (D) | Championnat d'Espagne de football 2013-2014              | 30 octobre 2013   |
| 25 | Real Madrid       | Real Sociedad        | 5–1 (D) | Championnat d'Espagne de football 2013-2014              | 9 novembre 2013   |
| 26 | Portugal          | Suède                | 3–2 (E) | Éliminatoires de la Coupe du monde de football 2014      | 19 novembre 2013  |
| 27 | Real Madrid       | Deportivo La Corogne | 8–2 (E) | Championnat d'Espagne de football 2014-2015              | 20 septembre 2014 |
| 28 | Real Madrid       | Elche CF 4           | 5–1 (D) | Championnat d'Espagne de football 2014-2015              | 23 septembre 2014 |
| 29 | Real Madrid       | Athletic Bilbao      | 5–0 (D) | Championnat d'Espagne de football 2014-2015              | 5 octobre 2014    |
| 30 | Real Madrid       | Celta de Vigo        | 3–0 (D) | Championnat d'Espagne de football 2014-2015              | 6 décembre 2014   |
| 31 | Real Madrid       | Grenade CF 5         | 9–1 (D) | Championnat d'Espagne de football 2014-2015              | 5 avril 2015      |
| 32 | Real Madrid       | Séville FC           | 3–2 (E) | Championnat d'Espagne de football 2014-2015              | 2 mai 2015        |
| 33 | Real Madrid       | RCD Espanyol         | 3–1 (E) | Championnat d'Espagne de football 2014-2015              | 17 mai 2015       |
| 34 | Real Madrid       | Getafe CF            | 7–3 (D) | Championnat d'Espagne de football 2014-2015              | 23 mai 2015       |
| 35 | Portugal          | Arménie              | 3–2 (E) | Éliminatoires du Championnat d'Europe de football 2016   | 13 juin 2015      |
| 36 | Real Madrid       | RCD Espanyol 5       | 6–0 (E) | Championnat d'Espagne de football 2015-2016              | 12 septembre 2015 |
| 37 | Real Madrid       | Shakhtar Donetsk     | 4–0 (D) | Ligue des champions 2015-2016                            | 15 septembre 2015 |
| 38 | Real Madrid       | Malmö FF 4           | 8–0 (D) | Ligue des champions 2015-2016                            | 18 décembre 2015  |
| 39 | Real Madrid       | RCD Espanyol         | 6–0 (D) | Championnat d'Espagne de football 2015-2016              | 31 janvier 2016   |
| 40 | Real Madrid       | Celta de Vigo 4      | 7–1 (D) | Championnat d'Espagne de football 2015-2016              | 5 mars 2016       |
| 41 | Real Madrid       | VfL Wolfsburg        | 3–0 (D) | Ligue des champions 2015-2016                            | 12 avril 2016     |
| 42 | Portugal          | Andorre 4            | 6–0 (D) | Éliminatoires de la Coupe du monde de football 2018      | 7 octobre 2016    |
| 43 | Real Madrid       | Alavés               | 4–1 (E) | Championnat d'Espagne de football 2016-2017              | 29 octobre 2016   |
| 44 | Real Madrid       | Atlético de Madrid   | 3–0 (E) | Championnat d'Espagne de football 2016-2017              | 19 novembre 2016  |
| 45 | Real Madrid       | Kashima Antlers      | 4–2 (N) | Coupe du monde des clubs de la FIFA 2016                 | 18 décembre 2016  |
| 46 | Real Madrid       | Bayern Munich        | 4–2 (D) | Ligue des champions 2016-2017                            | 18 avril 2017     |
| 47 | Real Madrid       | Atlético de Madrid   | 3–0 (D) | Ligue des champions 2016-2017                            | 2 mai 2017        |
| 48 | Portugal          | Îles Féroé           | 5–1 (D) | Éliminatoires de la Coupe du monde de football 2018      | 31 août 2017      |
| 49 | Real Madrid       | Real Sociedad        | 5–2 (D) | Championnat d'Espagne de football 2017-2018              | 10 février 2018   |
| 50 | Real Madrid       | Girona 4             | 6–3 (D) | Championnat d'Espagne de football 2017-2018              | 18 mars 2018      |
| 51 | Portugal          | Espagne              | 3–3 (N) | Coupe du monde des clubs de la FIFA 2018                 | 15 juin 2018      |
| 52 | Juventus          | Atlético de Madrid   | 3–0 (D) | Ligue des champions 2018-2019                            | 12 mars 2019      |
| 53 | Portugal          | Suisse               | 3–1 (D) | Phase finale de la Ligue des nations de l'UEFA 2018-2019 | 5 juin 2019       |
| 54 | Portugal          | Lituanie 4           | 5–1 (E) | Éliminatoires du Championnat d'Europe de football 2020   | 10 septembre 2019 |
| 55 | Portugal          | Lituanie             | 6–0 (D) | Éliminatoires du Championnat d'Europe de football 2020   | 14 novembre 2019  |
| 56 | Juventus          | Cagliari             | 4–0 (D) | Championnat d'Italie de football 2019-2020               | 6 janvier 2020    |
| 57 | Juventus          | Cagliari             | 3–1 (E) | Championnat d'Italie de football 2020-2021               | 14 mars 2021      |
| 58 | Manchester United | Tottenham            | 3–2 (D) | Championnat d'Angleterre de football 2021-2022           | 12 mars 2022      |
| 59 | Manchester United | Norwich              | 3–2 (D) | Championnat d'Angleterre de football 2021-2022           | 16 avril 2022     |

## Confrontations directes
Au cours des années 2010, il a été dit que la rivalité entre le Real Madrid et Barcelone, notamment dans le cadre des Clásico, a été « encapsulée » par la rivalité individuelle entre Messi Ronaldo.
| Légende     |
| Finale      |
| Demi-finale |

| N° | Date             | Compétition                | Équipe domicile     | Équipe extérieur       | Score        | Buts marqués par le duo                                 |
| -- | ---------------- | -------------------------- | ------------------- | ---------------------- | ------------ | ------------------------------------------------------- |
| 1  | 23 avril 2008    | Ligue des champions        | Barcelone           | Manchester United      | 0–0          |                                                         |
| 2  | 29 avril 2008    | Ligue des champions        | Manchester United   | Barcelone              | 1–0          |                                                         |
| 3  | 27 mai 2009      | Ligue des champions        | Barcelone           | Manchester United      | 2–0          | Messi ( 70e)                                            |
| 4  | 29 novembre 2009 | La Liga                    | Barcelone           | Real Madrid            | 1–0          |                                                         |
| 5  | 10 avril 2010    | La Liga                    | Real Madrid         | Barcelone              | 0–2          | Messi ( 33e)                                            |
| 6  | 29 novembre 2010 | La Liga                    | Barcelone           | Real Madrid            | 5–0          |                                                         |
| 7  | 9 février 2011   | Match amical international | Argentina           | Portugal               | 2–1          | Ronaldo ( 21e), Messi ( 90e (pen.)                      |
| 8  | 16 avril 2011    | La Liga                    | Real Madrid         | Barcelone              | 1–1          | Messi ( 51e (pen.), Ronaldo ( 81e (pen.)                |
| 9  | 20 avril 2011    | Coupe d'Espagne            | Real Madrid         | Barcelone              | 1–0 (ap. p.) | Ronaldo ( 103e)                                         |
| 10 | 27 avril 2011    | Ligue des champions        | Real Madrid         | Barcelone              | 0–2          | Messi ( 76e 87e)                                        |
| 11 | 3 mai 2011       | Ligue des champions        | Barcelone           | Real Madrid            | 1–1          |                                                         |
| 12 | 14 août 2011     | Supercopa de España        | Real Madrid         | Barcelone              | 2–2          | Messi ( 45+1e)                                          |
| 13 | 17 août 2011     | Supercopa de España        | Barcelone           | Real Madrid            | 3–2          | Ronaldo ( 20e), Messi ( 53e 88e)                        |
| 14 | 10 décembre 2011 | La Liga                    | Real Madrid         | Barcelone              | 1–3          |                                                         |
| 15 | 18 janvier 2012  | Coupe d'Espagne            | Real Madrid         | Barcelone              | 1–2          | Ronaldo ( 11e)                                          |
| 16 | 25 janvier 2012  | Coupe d'Espagne            | Barcelone           | Real Madrid            | 2–2          | Ronaldo ( 68e)                                          |
| 17 | 21 avril 2012    | La Liga                    | Barcelone           | Real Madrid            | 1–2          | Ronaldo ( 73e)                                          |
| 18 | 23 août 2012     | Supercopa de España        | Barcelone           | Real Madrid            | 3–2          | Ronaldo ( 55e), Messi ( 70e (pen.)                      |
| 19 | 29 août 2012     | Supercopa de España        | Real Madrid         | Barcelone              | 2–1          | Ronaldo ( 19e), Messi ( 45e)                            |
| 20 | 7 octobre 2012   | La Liga                    | Barcelone           | Real Madrid            | 2–2          | Ronaldo ( 23e 66e), Messi ( 31e 61e)                    |
| 21 | 30 janvier 2013  | Coupe d'Espagne            | Real Madrid         | Barcelone              | 1–1          |                                                         |
| 22 | 26 février 2013  | Coupe d'Espagne            | Barcelone           | Real Madrid            | 1–3          | Ronaldo ( 12e (pen.) 57e)                               |
| 23 | 2 mars 2013      | La Liga                    | Real Madrid         | Barcelone              | 2–1          | Messi ( 18e)                                            |
| 24 | 26 octobre 2013  | La Liga                    | Barcelone           | Real Madrid            | 2–1          |                                                         |
| 25 | 23 mars 2014     | La Liga                    | Real Madrid         | Barcelone              | 3–4          | Messi ( 42e 65e (pen.) 84e (pen.), Ronaldo ( 55e (pen.) |
| 26 | 25 octobre 2014  | La Liga                    | Real Madrid         | Barcelone              | 3–1          | Ronaldo ( 35e (pen.)                                    |
| 27 | 18 novembre 2014 | Match amical international | Argentina           | Portugal               | 0–1          |                                                         |
| 28 | 22 mars 2015     | La Liga                    | Barcelone           | Real Madrid            | 2–1          | Ronaldo ( 31e)                                          |
| 29 | 21 novembre 2015 | La Liga                    | Real Madrid         | Barcelone              | 0–4          |                                                         |
| 30 | 2 avril 2016     | La Liga                    | Barcelone           | Real Madrid            | 1–2          | Ronaldo ( 85e)                                          |
| 31 | 3 décembre 2016  | La Liga                    | Barcelone           | Real Madrid            | 1–1          |                                                         |
| 32 | 23 avril 2017    | La Liga                    | Real Madrid         | Barcelone              | 2–3          | Messi ( 33e 90+2e)                                      |
| 33 | 13 août 2017     | Supercopa de España        | Barcelone           | Real Madrid            | 1–3          | Messi ( 77e (pen.), Ronaldo ( 80e)                      |
| 34 | 23 octobre 2017  | La Liga                    | Real Madrid         | Barcelone              | 0–3          | Messi ( 64e (pen.)                                      |
| 35 | 6 mai 2018       | La Liga                    | Barcelone           | Real Madrid            | 2–2          | Ronaldo ( 14e), Messi ( 52e)                            |
| 36 | 8 décembre 2020  | Ligue des champions        | Barcelone           | Juventus               | 0–3          | Ronaldo ( 13e (pen.) 52e (pen.)                         |
| 37 | 19 janvier 2023  | Match amical               | Paris Saint-Germain | Al-Nassr Football Club | 5-4          | Messi ( 3e) Ronaldo ( 34e (pen.) 45+6e)                 |

### Résumé des confrontations
| Compétition          | Parties jouées | Messi gagne | Ronaldo gagne | Match nul | Buts de Messi | Buts de Ronaldo |
| -------------------- | -------------- | ----------- | ------------- | --------- | ------------- | --------------- |
| La Liga              | 18             | 10          | 4             | 4         | 12            | 9               |
| Ligue des champions  | 6              | 2           | 2             | 2         | 3             | 2               |
| Coupe d'Espagne      | 5              | 1           | 2             | 2         | 0             | 5               |
| Supercoupe d'Espagne | 5              | 2           | 2             | 1         | 6             | 4               |
| Match amical         | 3              | 2           | 1             | 0         | 2             | 3               |
| Total                | 37             | 17          | 11            | 9         | 23            | 23              |